# Formiguer de carpó ocre
El formiguer de carpó ocre (Drymophila ochropyga) és una espècie d'ocell de la família dels tamnofílids (Thamnophilidae).

## Hàbitat i distribució
Viu entre la malesa del bosc del sud-est del Brasil.